# 土克曼
土克曼（Turkmun），是哈扎拉族一個部落，因為他們外型比較偏向高加索人種，因此容易辨認。
他們是帖木兒的巴魯剌思氏部落後裔，居住在哈扎拉賈特已四個世紀。
他們主要說達里語。